# Drip
Drip es el primer álbum de estudio del girl group surcoreano BabyMonster. Fue publicado el 1 de noviembre de 2024 por YG Entertainment. El álbum contiene nueve pistas, incluyendo los dos sencillos principales «Clik Clak» y «Drip», y el sencillo prepublicado, «Forever».

## Antecedentes y lanzamiento
El 1 de enero de 2024, el fundador de YG Entertainment, Yang Hyun-suk, confirmó el lanzamiento de un EP el 1 de abril, seguido por un álbum de estudio para otoño del mismo año. Luego, el 20 de mayo, Yang afirmó que el grupo publicará un sencillo de prelanzamiento para el álbum en julio. El sencillo de prelanzamiento, «Forever», y su videoclip fueron publicados el 1 de julio. Según la agencia, una serie de videos musicales se empezaron a grabar desde el 22 de septiembre y mencionaron que «planean completar este "megaproyecto" que aseguraron desde el inicio».
El 8 de octubre fue oficialmente anunciado el lanzamiento del primer álbum de estudio del grupo, titulado Drip, programado para publicarse el 1 de noviembre. La lista de canciones fue publicada simultáneamente con el anuncio. La lista de canciones fue republicada el 21 de octubre, revelando a «Clik Clak» como segundo sencillo principal. Su video musical fue publicado el 30 de octubre. El álbum fue publicado el 1 de noviembre junto con el videoclip del sencillo principal del mismo nombre

## Recepción crítica
Tras su lanzamiento, Drip recibió críticas no tan positivas. Jeon Ki-yeop de IZM menciona que este álbum sigue la misma esencia típica de la agencia y que «si perdiera esta parte estereotipada, BabyMonster por fin se convertiría en un monstruo auténtico».

## Lista de canciones
| Lista de canciones de Drip |                                  |                                                                             |                                       |                     |          |  |
| N.º                        | Título                           | Letras                                                                      | Música                                | Arreglos            | Duración |  |
| 1.                         | «Clik Clak»                      | Malaynah Ricky Luna Rolando Luna Choice37 Masta Wu                          | Ricky Luna Rolando Luna Keith Bykoff  | Ricky Luna          | 2:49     |  |
| 2.                         | «Drip»                           | Sandra Wikström Yang Hyun-suk Airplay Wu Choice37 Sonny                     | Airplay Illjun Wikström G-Dragon      | Airplay Illjun Yang | 3:01     |  |
| 3.                         | «Love, Maybe»                    | Wikström Choice37 Airplay                                                   | Airplay Wikström Ends                 | Airplay Ends        | 3:08     |  |
| 4.                         | «Really Like You»                | Ryan Bickley Johnny Hockings Yang Mino BigTone                              | Airplay Bickley Hockings Freedom Ends | Airplay Ends        | 3:18     |  |
| 5.                         | «Billionaire»                    | Lauren Aquilina Choice37 Wikström                                           | Choice37 LP Aquilina Sonny Lil G      | Choice37 LP         | 2:37     |  |
| 6.                         | «Love in My Heart»               | Where the Noise Jared Lee Yang Aaaa Ruka                                    | Kang Wook-jin Diggy Lee               | Kang Diggy Yang     | 3:12     |  |
| 7.                         | «Woke Up in Tokyo» (Ruka y Asa)  | Kyler Niko Wonderframe Ricky Luna Daboyway Jonathan Keyes Choice37 Ruka Asa | Ricky Luna Rolando Luna               | Ricky Luna          | 2:24     |  |
| 8.                         | «Forever»                        | Blvsh Choice37 Sonny Lil G LP Wu                                            | Choice 37 LP Blush Sonny Lil G        | Choice37 LP Yang    | 3:33     |  |
| 9.                         | «Batter Up» (remix; bonus track) | Jared Lee Yang Asa Choi Hyun-suk Lee Chan-hyuk Where the Noise BigTone      | Chaz Mishan Yang Dee.P Jared Lee Asa  | Dee.P               | 3:47     |  |
| 27:49                      |                                  |                                                                             |                                       |                     |          |  |

## Premios y nominaciones
| Ceremonia          | Año  | Categoría               | Resultado | Ref.   |
| ------------------ | ---- | ----------------------- | --------- | ------ |
| Golden Disk Awards | 2025 | Álbum del año (Daesang) | Pendiente | [ 10 ] |

## Posicionamiento en listas
| Lista (2024)                     | Mejor posición |
| -------------------------------- | -------------- |
| Corea del Sur (Circle)           | 1              |
| Estados Unidos (Billboard 200)   | 149            |
| Japón (Japan Hot Albums)         | 7              |
| Japón (Oricon)                   | 9              |
| Reino Unido (UK Album Downloads) | 84             |

## Certificaciones
| Región                              | Certificación | Ventas certificadas |
| ----------------------------------- | ------------- | ------------------- |
| Corea del Sur (KMCA)                | Platino       | 250 000             |
| Corea del Sur (KMCA) (versión Nemo) | Platino       | 250 000             |

## Historial de lanzamiento
| Región        | Fecha                  | Formato                    | Discográfica     | Ref.          |
| ------------- | ---------------------- | -------------------------- | ---------------- | ------------- |
| Corea del Sur | 1 de noviembre de 2024 | CD                         | YG Entertainment | [ 17 ] [ 18 ] |
| Varios        | 1 de noviembre de 2024 | Descarga digital streaming | YG Entertainment | [ 19 ]        |